# Зеф Люш Марку
Зеф Люш Марку (на албански: Zef Lush Marku; на сръбски: Зеф Љуш Марку) е албански комунист от Косово, смятан за първата жертва на така наречения бял терор в Кралството на сърби, хървати и словенци.

## Биография
Роден е в косовския град Призрен през април 1885 година. В родното си място завършва основно училище и 2 гимназиални класа, след което се преселва в Скопие.
Работи първоначално като работник в Държавния монопол, а след като градът попада в Сърбия в 1912 година, започва работа в Сръбско-френската банка. През тези години влиза в работническото движение и се варежжда сред главните дейци, разпространяващи социалистическите идеи. Член е на Комунистическата партия на Югославия още от основаването ѝ в 1919 година. Като делегат на областния съвет на КПЮ за Скопие на 19 ноември 1920 година пристига в Дяково, за да помогне на тамошната партийна организация при агитацията за предстоящите парламентарни избори. Арестуван е и убит в затвора в Дяково през нощта на 2 срещу 3 декември 1920 година.
След неговото убийство КПЮ организира протести и демонстрации в Скопие и Белград.
Името му носи Средно училище на град Скопие „Зеф Люш Марку“.